# Coptosperma peteri
Coptosperma peteri là một loài thực vật có hoa trong họ Thiến thảo. Loài này được (Bridson) Degreef mô tả khoa học đầu tiên năm 2001.